# Liste von Verkehrsschriften
Zur Orientierung im öffentlichen Raum finden in der Signalisation besondere Schriftarten Anwendung. Sie erheben meist hohen Anspruch an die Leserlichkeit der Textinformationen. Einige dieser Schriften finden lediglich historisch bedingt oder identitätsstiftend Einsatz. Anwendungsbereiche sind Beschilderungen in Leit- und Orientierungssystemen, z. B. im Straßenverkehr.

## Liste
- Akzidenz-Grotesk – Bahnhofsschilder in der Schweiz bis 1981
- ASTRA-Frutiger – Strassensignalisation in der Schweiz seit 2003
- Austria – bis 2010 offizielle Normschrift in Österreich
- Brunel – zur Beschilderung bei der British Rail
- Brusseline – zur Beschilderung im Brüsseler Nahverkehr
- Calvert – entwickelt für Tyne and Wear Metro von Margaret Calvert
- Casey – entwickelt für die Kowloon-Canton Railway Corporation
- Clearview – im Gebrauch der U.S. Federal Highway Administration
- DIN 1451 – Normschriften für Technik- und Verkehr, Kapitel 1451-2 „Verkehrsschrift“ für Straßenschilder
- Deutsche Bahn WLS – zur Beschilderung innerhalb von Bahnhöfen der Deutschen Bahn
- Polnische Verkehrszeichen-Schrift – auf polnischen Wegweisern
- Esseltub – ehemals genutzt bei der Stockholmer Tunnelbanan
- FF Meta – genutzt von der Stockholmer Tunnelbana
- FF Transit – basierend auf der Frutiger, genutzt von verschiedenen Verkehrsmitteln des VBB sowie zur Beschilderung von Berliner U-Bahnhöfen, Straßenbahn- und Bushaltestellen sowie Fähranlegern
- Frutiger – Nahverkehr in Oslo, Norwegen, Österreichische Bundesbahnen, Niederländische Staatsbahn sowie genutzt in englischen Gesundheitszentren
- FHWA Series fonts – entwickelt für die US Straßenbeschilderung, ebenfalls in Kanada, Mexico, Australien, Neuseeland, Spanien und den Niederlanden verwendet
- Futura – heute bei Bahnhofsschildern der Ferrovie dello Stato Italiane (fett) und für technische Beschriftungen der Trenitalia (schmalfett), von den 1950er Jahren bis 1986 in einer Variante bei Bahnhofsschildern der DB
- Gill Sans – bei der British Railways seit 1965
- Helvetica – genutzt bei den Schweizerischen Bundesbahnen, der New York City Subway, dem Chicago Transit Authority System, und der Madrid Metro; früher auch bei der DB, den ÖBB, Hongkongs MTR und Stockholm Metro
- Johnston – genutzt für den Nahverkehr Londons (Transport for London)
- Metron – geschaffen 1973 für Metro Prag von Jiří Rathouský
- Myriad – genutzt bei Hongkongs Mass Transit Railway
- NPS Rawlinson, genutzt vom United States National Park Service
- Parisine – im Gebrauch der Métro Paris
- Rail Alphabet – geschaffen für British Rail seit 1964
- Rotis Serif – genutzt bei der Singapurer Mass Rapid Transit und Verkehrsschildern
- Sispos und Sisneg von Bo Berndal – in der alten schwedischen Norm SIS 030011 (1973) für die öffentliche Beschilderung ausgewiesen
- SNV – Straßensignalisation in Belgien, Bulgarien, Luxemburg, ehemaliges Jugoslawien. In der Schweiz 2003 durch ASTRA-Frutiger abgelöst.
- Subtil – Corporate-Schrift der Dortmunder Stadtwerke (DSW21) seit 2005
- Tern – EU-Projekt mit derzeitigem Einsatz in Österreich und der Slowakei
- Toronto Subway – von der Toronto Transit Commission U-Bahn benutzt
- Trafikkalfabetet („Verkehrsalphabet“) – bis 2002 in Norwegen für Verkehrsschilder und Kfz-Kennzeichen
- Transport – für britische Straßenbeschilderung, auch in Italien, Portugal, Spanien und anderen Ländern genutzt
- Tratex – für Verkehrsschilder in Schweden
- Univers – genutzt von der SNCF (bis 2005), SNCB, BLS, Montreal Metro, Bay Area Rapid Transit San Francisco,[1] Flughafen Frankfurt Main und dem Verkehrsnetz der Walt Disney World Resorts, in den 80er-Jahren bis ca. 1992 in den U-Bahnhöfen der BVG
- Vialog –  von Erik Faulhaber, genutzt als Hausschrift für die Münchner Verkehrsgesellschaft und für Beschriftung nach lateinischem Alphabet auf japanischen Verkehrszeichen.[2]